# Medici
Medici su firentinska loza bogatih bankara i kasnija patricijska dinastija, čiji su predstavnici vladali Firencom od 14. do 18. stoljeća. Njihov uspon obilježio je Cosimo de' Medici u firentinskoj republici u prvoj polovici 15. stoljeća.
Golemo obiteljsko bogatstvo omogućilo im je razvijanje Firence u svakom pogledu. Okupljali su oko sebe ugledne predstavnike svoga vremena, bili njihovi pokrovitelji i omogućili im da stvaraju svoja djela. Članovi loze istakli su se i sami kao umjetnici i predstavnici duhovnog života svoga vremena. Medici su bili signoria u Firenci.

## Podrijetlo
Obitelj potječe iz regije Mugello u Toskani i postupno je napredovala sve dok nije uspjela pokrenuti vlastitu banku Medici. Postala je vodeća banka diljem starog kontinenta tijekom 15. stoljeća i olakšala je dinastiji uspon na političku moć u Firenci, iako su službeno ostali građani, a ne monarsi do 16. stoljeća.
Medici je množina od medico, što znači "liječnik". Dinastija je započela osnivanjem banke u Firenci 1397. godine.

## Uspon na vlast
Veći dio 13. stoljeća vodeće bankarsko središte u Italiji bila je Siena. Međutim, 1298. godine, jedna od vodećih europskih bankarskih obitelji, Bonsignoris, bankrotirala je. Siena je izgubila taj status u Italiji te se to preusmjerilo na Firencu. Do kraja 14. stoljeća, vodeća obitelj Firence bila je Albizzi. 1293. godine doneseni su Pravilnici o pravdi; zapravo su postali ustav Republike Firence tijekom cijele talijanske renesanse. Velik broj raskošnih palača u gradu postale su okružene gradskim kućama koje je sagradila skupina naprednih trgovaca.
Glavni suparnici obitelji Albizzi bili su Medici, prvo pod vodstvom Giovannija di Biccija de 'Medicija, kasnije pod njegovim sinom Cosimom di Giovannijem de' Medicija i praunukom Lorenzom de' Medici. Medici su kontrolirali banku Medici - tada najveću europsku banku - i niz drugih poduzeća u Firenci i drugdje. 1433. godine je Albizzi uspio protjerati Cosima. Sljedeće je godine, međutim, izabrana pro-Medici Signoria (građanska vlada) koju su predvodili Tommaso Soderini, Oddo Altoviti i Lucca Pitti, što je rezultiralo Cosimovim povratkom. Medici su postali vodeća obitelj u gradu, položaj koji će zauzimati sljedeća tri stoljeća. Firenca je ostala republikom do 1537. godine, tradicionalno označavajući kraj visoke renesanse u Firenci, ali sredstva republičke vlade bili su čvrsto pod nadzorom Medicija i njihovih saveznika, osim u razdobljima nakon 1494. i 1527. godine. Cosimo i Lorenzo rijetko su držali službene položaje, ali bili su neupitni vođe.
Obitelj je bila povezana s većinom drugih uglednih obitelji tog doba zahvaljujući pogodnim brakovima, suradnji ili zaposlenja, pa je obitelj imala središnji položaj u društvenoj mreži: nekoliko je obitelji imalo sustavni pristup ostatku elitnih obitelji samo putem Medici, možda sličan bankarskim odnosima. Neki primjeri ovih obitelji uključuju Bardi, Altoviti, Ridolfi, Cavalcanti i Tornabuoni. To je jedan od prijedloga obrazloženja uspona obitelji Medici.
Članovi obitelji istaknuli su se početkom 14. stoljeća u trgovini vunom, prvenstveno s Francuskom i Španjolskom. Unatoč prisutnosti nekih Medicija u gradskim vladinim institucijama, oni su i dalje bili daleko manje zapaženi od ostalih istaknutih obitelji poput Albizzija ili Strozzija. 

## 15. stoljeće
Giovanni di Bicci de' Medici (1360. – 1429.), sin Averarda de' Medicija (1320. – 1363.), uvelike je obogatio dinastiju pokretanjem banke te postao jedan od najbogatijih ljudi u Firenci. Iako nikada nije obnašao neku političku funkciju, prisvojio je mnoge prijatelje i simpatizire za vlastitu obitelj podržavajući najavu proporcionalnog poreznog sustava. Njegov sin Cosimo Stariji, Pater Patriae (otac domovine), preuzeo je 1434. godine kao gran maestro (neslužbeni šef Republike Firence).
Tri uzastopne generacije Medicija - Cosimo, Piero i Lorenzo - vladale su Firencom većim dijelom 15. stoljeća. Jasno su dominirali firentinskom predstavničkom vladom, a da je pritom uopće nisu ukinuli. Ova su tri predstavnika obitelji imala izvrsne vještine u upravljanju tako "nemirnim i neovisnim gradom" kao što je Firenca. 
Nakon Lorenzove smrti 1492. godine, njegov sin Piero pokazao se prilično nesposobnim da uspješno odgovori na izazove izazvane francuskom invazijom na Italiju 1492. godine, a u roku od dvije godine, on i njegove pristaše prisiljeni su u izbjeglištvo i zamijenjeni republičkom vladom.

### Piero de Cosimo de' Medici
Piero, (1416. – 1469.), Cosimov sin, bio je na vlasti samo pet godina (1464. – 1469.). Nazvan je Piero giht zbog gihta koji ga je bolio u stopalu i doveo do smrti. Za razliku od oca, Piera nije previše zanimala umjetnost i kultura. Zbog svoje bolesti uglavnom je ostajao kod kuće prikovan za krevet, i stoga nije učinio puno na unapređenju kontrole Medicija nad Firencom dok je vladao. Vadavina Medicija stagnirala je do sljedeće generacije, kada je Pierov sin Lorenzo preuzeo vlast.

### Lorenzo de Piero de' Medici
Lorenzo de 'Medici (1449. – 1492.), nazvan Veličanstveni, bio je sposobniji upravljati gradom, ali je zanemario obiteljsko bankarsko poslovanje, što je dovelo do njegove krajnje propasti. Kako bi osigurao nastavak uspjeha svoje obitelji, Lorenzo je isplanirao karijeru svoje djece. Svojeglavi Piero II., njegov nasljednik u vodstvu Firence; Giovanni (budući papa Lav X.) smješten je u crkvu u ranoj dobi; a njegova kći Maddalena dobila je raskošni miraz da sklopi politički pogodan brak sa sinom pape Inocenta VIII. koji je učvrstio savez između Medicija i rimskih ogranaka obitelji Cybo i Altoviti.

## Pazzijeva urota
Pazzijeva urota 1478. godine bio je pokušaj svrgavanja obitelji Medici ubojstvom Lorenza s mlađim bratom Giulianom tijekom uskrsne mise u Firentinskoj katedrali (kupolu te katedrale je dao izgraditi Lorenzov i Giulianov djed Cosimo). Pokušaj atentata završio je Giulianovom smrću i Lorenzovom ozlijeđenošću. U uroti su sudjelovale obitelji Pazzi i Salviati, obje suparničke bankarske obitelji koje su nastojale zaustaviti utjecaj Medicija, kao i svećenik koji je predsjedao crkvenim službama, nadbiskup u Pisi, pa čak i papa Siksto IV. Urotnici su se obratili papi u nadi da će dobiti njegovo odobrenje, jer su on i Medici također bili supranici. Papa nije službeno sankcionirao plan. Unatoč odbijanju službenog odobrenja, papa je ipak dopustio da se spletka odvija bez uplitanja. Nakon neuspjelog atentata na Lorenza, dao je i naknadu za zločine počinjene u službi crkve. Nakon toga, Lorenzo je usvojio izvanbračnog sina svoga brata, Giulia de' Medicija, (1478. – 1535.), budućeg papu Klementa VII. Lorenzin sin Piero II. preuzeo je dužnost poglavara Firence nakon Lorenzove smrti. Piero je kasnije bio odgovoran za protjerivanje Medicija od 1494. do 1512. godine.

## Otkriće stipse
Medici su se dodatno okoristili otkrićem golemih naslaga stipsa u Tolfi 1461. godine. Stipsa je ključna kao sredstvo za bojenje određenih tkanina i intenzivno se koristila u Firenci, gdje je glavna industrija bila tekstilna proizvodnja. Prije Medicija, Turci su bili jedini izvoznici stipsa, pa je Europa bila prisiljena kupovati od njih do otkrića u Tolfi. Pio II. dao je obitelji Medici monopol nad tamošnjim rudarstvom, čineći ih primarnim proizvođačima stipsa u Europi.

## 16. stoljeće
Izgnanstvo Medicija trajalo je do 1512. godine, nakon čega je "starija" grana obitelji - ona koja potječe od Cosima Starijeg - mogla vladati sve do atentata na Alessandra de 'Medicija, prvog vojvodu od Firence, 1537. godine. Ovo stoljeće - duga je vladavina bila prekinuta samo u dva navrata (između 1494. – 1512. i 1527. – 1530.), kada su antimedićevske skupine preuzele kontrolu nad Firencom. Nakon atentata na vojvodu Alessandra, moć je prešla na "mlađu" podružnicu Medicija - oni potječu od Lorenza Starijeg, najmlađeg sina Giovannija di Biccija, počevši od njegovog prapraunuka Cosima I "Velikog". Cosimo ("Starješina" kojeg ne treba brkati s Cosimom I) i njegov otac osnovali su Medicijeve zaklade u bankarstvu i proizvodnji - uključujući oblik franšiza. Utjecaj obitelji rastao je pokroviteljstvom bogatstva, umjetnosti i kulture. U konačnici je dosegao svoj vrhunac u papinstvu i nastavio je cvjetati stoljećima nakon toga kao vojvode od Firence i Toskane. Najmanje polovicu, vjerojatno i više ljudi iz Firence zaposlili su Medici i poslovne podružnice koje su osnovali.

## Papinstvo
Medici su postali vođe kršćanstva kroz svoja dva poznata pape iz 16. stoljeća, Lav X. i Klement VII. Obojica su također služili kao de facto politički vladari Rima, Firence i velikih dijelova Italije poznatih kao Papinske države. Bili su velikodušni pokrovitelji umjetnosti koji su naručili remek-djela poput Rafaelovovog Isusuvog preobraženja i Michelangelova Posljednjeg suda. Međutim, njihova se vladavina poklopila s problemima Vatikana, uključujući protestantsku reformaciju Martina Luthera i zloglasnu pljačku Rima 1527. godine.

### Lav X. (Giovanni di Lorenzo de' Medici)
Zabavni mandat Lava X. bankrotirao je Vatikansku blagajnu i stekao ogromne dugove. Od izbora Lava za papu 1513. do njegove smrti 1521. godine, Firencu su, pak, nadzirali Giuliano di Lorenzo de' Medici, vojvoda od Nemoursa, Lorenzo de' Medici, vojvoda od Urbina i Giulio de' Medici, od kojih je potonji postao papa Klement VII.

### Klement VII. (Giulio di Giuliano de' Medici)
Nasljedivši zastrašujuće izazove, uključujući protestantsku reformaciju Martina Luthera u sjevernoj Europi; golema borba za moć u Italiji između dva najmoćnija europska kralja, cara Karla V. i Franje I., od kojih je svaki tražio da papa odabere stranu; i osmalijska osvajanja u istočnoj Europi pod vodstvom Sulejmana Veličanstvenog, Klementove probleme pogoršao je sporni razvod engleskog kralja Henrika VIII. i Katarine Aragonske, (tete sveto-rimskog cara Karla V.), što je rezultiralo odvajanjem Engleske od Katoličke crkve; i 1527. godine, uspostavljanje odnosa s carem Karlom V., što je dovelo do nasilne pljačke Rima, tijekom koje je Klement bio zatočen. Nakon bijega iz zatočeništva u Anđeosku tvrđavu, Klement je - s malo ekonomskih, vojnih ili političkih mogućnosti - kompromitirao neovisnost Crkve i Italije udružujući se s Karlom V. 1530. godine, papa je uspio osigurati zaruke kćeri Karla V., Margerete Austrijske, s njegovim izvanbračnim nećakom (navodno njegovim sinom) Alessandrom de' Medicijem. Klement je također uvjerio Karla V. da Alessandra imenuje vojvodom od Firence. Tako je započela vladavina monarha Medici u Firenci, koja je trajala dva stoljeća. 
Nakon što je osigurao vojvodstvo Alessandra de 'Medicija, papa Clement VII vjenčao je svoju prvu rođakinju Katarinu de' Medici, za sina neprijatelja cara Karla V., francuskog kralja Franjo I. - budućeg kralja Henrika II. To je dovelo do prijenosa krvi Medici, preko Katarininih kćeri, u španjolsku kraljevsku obitelj preko Elisabete od Valoisa i kuće Lorraine preko Claudea iz Valoisa.
1534. godine, nakon duže bolesti, Klement je umro - a s njim i stabilnost Medicijeve "starije" grane. Godine 1535. kardinal Ippolito de' Medici umro je pod nejasnim okolnostima. 1536. godine Alessandro de' Medici oženio se s kćeri Karla V., Margaretom Austrijskom. Međutim, sljedeće ga je godine ubio ogorčeni rođak Lorenzino de' Medici. Smrću Alessandra i Ippolita omogućili su Medicijevoj "mlađoj" grani da vode Firencu.

### Nasljedni vojvode i nadvojvode Toskane
Sljedeća izvanredna ličnost obitelji Medici iz 16. stoljeća bio je Cosimo I., koji se od relativno skromnih početaka u Mugellu uspio dominirati čitavom Toskanom. Protiv protivljenja Katarine de' Medici, Pavla III. i njihovih saveznika, on je u raznim bitkama prevladao za osvajanje omiljene firentinske Siene i pronalazak Velikog vojvodstva Toskane. Cosimo je kupio dio otoka Elbe od Republike Genove i tamo zasnivao toskansku mornaricu. Umro je 1574. godine, naslijedio ga je njegov najstariji preživjeli sin Francesco, čija je nemogućnost da stvori muške nasljednike dovela do nasljedstva njegovog mlađeg brata Ferdinanda, nakon njegove smrti 1587. godine Francesco se oženio Ivanom iz Austrije. Dobili su kćeri Eleonoru, vojvotkinju od Mantove, i Mariju, francuska kraljicu. Preko Marije su svi sljedeći francuski monarhi (osim Napoleona) potjecali od Francesca.
Ferdinando je željno preuzeo toskansku vladu. Njegove naredbe: 
- isušivanje toskanskih močvara
- izgradnja cestovne mrežu u južnoj Toskani
- njegovanje trgovine u Livornu
- nadzor je sadnju dudova duž glavnih cesta (svileni crvi hrane se lišćem dudova) u želji za povećanjem proizvodnje svile.

U vanjskim poslovima premjestio je Toskanu iz prevlasti Habsburgovaca oženivši se prvim nehabsburškim kandidatom za brak od Alessandra, Kristine od Lorraine, unuke Katarine de' Medici. Španjolski odgovor bio je izgradnja kaštela na njihovom dijelu otoka Elbe. Da bi ojačao novi francusko-toskanski savez, oženio je svoju nećakinju Mariju za Henrika IV. Francuski kralj je izričito izjavio da će braniti Toskanu od španjolske agresije, no kasnije je odstupio, nakon čega je Ferdinando bio prisiljen oženiti svog nasljednika Cosima Marijom Maddalenom iz Austrije kako bi umirio Španjolsku (gdje je sestra Marije Maddalene Margareta bila dosadašnja kraljica). Ferdinando je također sponzorirao toskansku ekspediciju u Novi svijet s namjerom da uspostavi toskansku koloniju, što je završilo neuspješno.
Unatoč svim tim poticajima za gospodarski rast i prosperitet, Firenca je početkom 17. stoljeća imalo tek 75.000 stanovnika, daleko manje od ostalih vodećih gradova Italije: Rima, Milana, Venecije, Palerma i Napulja. Smatra se da su Francesco i Ferdinando, zbog labave razlike između Medicija i toskanske državne imovine, bili bogatiji od svog pretka Cosima de' Medicija, začetnika dinastije. Samo je Veliki vojvoda imao pravo iskorištavanja državnih minerala i soli, a bogatstvo Medicija izravno je ovisilo o toskanskom gospodarstvu.

## 17. stoljeće
Ferdinando, iako više nije bio kardinal, imao je velik utjecaj u uzastopnim konklavama. Godine 1605. Ferdinando je uspio dobiti svog kandidata Alessandra de' Medicija, izabranog za papu Lava XI. Umro je istog mjeseca, ali njegov nasljednik, papa Pavao V., također je bio simpatizer obitelji. Međutim, Ferdinandova pro-papinska vanjska politika imala je nedostataka: Toskana je bila preplavljena vjerskim redovima, od kojih nisu svi bili dužni plaćati porez. Ferdinando je umro 1609. godine, napustivši bogato carstvo; njegova neaktivnost u međunarodnim poslovima imalo bi dugoročne posljedice.
U Francuskoj je Marija de' Medici djelovala kao namjesnica za svog sina Luja XIII. Luj je odbacio njezinu pro-habsburšku politiku 1617. godine. Živjela je ostatak svog života lišena svakog političkog utjecaja.
Ferdinandov nasljednik, Cosimo II., vladao je manje od 12 godina. Oženio se Marijom Maddalenom iz Austrije, s kojom je dobio svoje osmero djece, uključujući Margaretu de 'Medici, Ferdinanda II. de' Medici i Anu de 'Medici. Najviše ga pamte kao zaštitnika astronoma Galilea Galileija, čija mu je rasprava iz 1610. godine Sidereus Nuncius bila posvećena. Cosimo je umro od tuberkuloze 1621. godine.

### Turtička vladavina
Cosimov stariji sin, Ferdinando, još nije bio zreo da ga naslijedi, pa su Marija Maddalena i njegova baka, Kristina od Lorene, djelovale kao namjesnice. Njihovo zajedničko vladanje poznato je pod nazivom Turtici. Temperament Marije Maddelane bio je analogan Kristininu, i zajedno su uskladili Toskanu s papinstvom, ponovno udvostručili toskanski kler i dopustili da se dogodi suđenje za krivovjerje Galileu Galileju. Nakon smrti posljednjeg vojvode od Urbina (Francesco Maria II), umjesto da polažu pravo na vojvodstvo za Ferdinanda, koji je bio oženjen unukom i nasljednicom vojvode od Urbina, Vittorijom della Rovere, dopustili su da ga pripoji papa Urban VIII. Godine 1626. zabranili su bilo kojem toskanskom podaniku obrazovanje izvan Velikog vojvodstva, zakon koji je kasnije ukinut, ali ga je uskrsnuo unuk Marije Maddalene, Cosimo III. Harold Acton, anglo-talijanski povjesničar, pripisivao je pad Toskane turtičkoj vladavini.
Veliki vojvoda Ferdinado bio je očaran novom tehnologijom, a u Palazzo Pitti imao je ugrađene razne vlagomjere, barometre, termometre i teleskope. Godine 1657. Leopoldo de 'Medici, najmlađi brat velikog vojvode, osnovao je Accademia del Cimento, ustrojenu da privuče znanstvenike u Firencu iz svih krajeva Toskane na uzajamno proučavanje.
Toskana je sudjelovala u ratovima Castro (posljednji put kad je mediteranska Toskana bila uključena u sukob) i nanijela poraz snagama pape Urbana VIII. 1643. godine. đ U to je vrijeme gospodarstvo bilo toliko oronulo da je trgovina na razmjeni postala rasprostranjena na seoskim tržištima.
Ferdinando je umro 23. svibnja 1670. godine pogođen apopleksijom i vodenom kapljicom. Pokopan je u bazilici Sv. Lovre, Medicijevoj nekropoli. U vrijeme njegove smrti, broj stanovnika Velikog vojvodstva iznosio je 730 594. Ulice su bile obložene travom, a zgrade na rubu urušavanja u Pisi. 
Ferdinandov brak s Vittorijom della Rovere iznjedrio je dvoje djece: Cosima III de 'Medicija, velikog vojvodu od Toskane, i Francesca Maria de' Medicija, vojvodu od Roverea i Montefeltra. Nakon Vittorijine smrti 1694. godine, njezini posjedi, vojvodstva Rovere i Montefeltro, prešli su na njezinog mlađeg sina.

## 18. stoljeće: Pad dinastije
Cosimo III. oženio se Margaretom Louisom od Orleansa, unukom Henrika IV. i Marije de 'Medici. Izuzetno nezadovoljan bračni par imao je troje djece, Annu Mariju Luisu de 'Medici, i posljednjeg velikog vojvodu od Toskane, Gian Gastone de' Medici.
Johann Wilhelm, izbornik Palatin, supružnik Ane Marije Luise, uspješno je prisvojio dostojanstvo Kraljevskog Visočanstva za Velikog vojvodu i njegovu obitelj 1691. godine, unatoč činjenici da nisu imali pravo na bilo koje kraljevstvo. Cosimo je često plaćao Svetom Rimskom Caru, njegovom nominalnom feudalnom gospodaru, pretjerane pristojbe, a caru je slao streljivo tijekom Bitke za Beč.
Obitelji Medici je nedostajalo muških potomaka. Godine 1705., blagajna Velikog vojvodstva je bila gotovo u stečaju. U usporedbi sa 17. stoljećem, broj stanovnika Firence se smanjio za 50%, a populacija cijelog Velikog vojvodstva smanjio se za 40%. Cosimo je očajnički pokušavao postići kompromis s europskim velesilama, ali pravni status Toskane je bio vrlo složen: područje Velikog vojvodstva koji formalno obuhvaća Republiku Sienu je tehnički bio španjolski feud, dok je prostor stare Firentinske Republike trebao uživati carski suverenitet. Nakon smrti svog sina, Cosimo je razmatrao povratak Republike Firence. Ta je ideja umrla s njim 1723. godine.
4. travnja 1718. godine Velika Britanija, Francuska i Nizozemska Republika (također kasnije i Austrija) izabrale su don Carlosa iz Španjolske, starije dijete Elisabete Farnese i Filipa V., za nasljednika Toskane. Dana 25. listopada 1723., šest dana prije smrti, Veliki vojvoda Cosimo objavio je konačni proglas kojim zapovijeda da Toskana ostane neovisna: Ana Mariaa Luisa uspijeva nesmetano uslijediti u Toskani nakon Giana Gastonea, a veliki je vojvoda pridržao pravo izbora svog nasljednika. Međutim, ovi dijelovi njegova proglašenja bili su potpuno zanemareni i umro je nekoliko dana kasnije.
Gian Gastone prezirao je Anu zbog dogovaranja njegovog katastrofalnog braka s Anom Marijom Franciskom od Saxe-Lauenburga; dok se ona gnušala liberalne politike svog brata, on je ukinuo sve antisemitske statute svog oca. Gian Gastone uživao je uzrujavajući je. 25. listopada 1731. španjolski je odred zauzeo Firencu u ime don Carlosa, koji se iskrcao u Toskani u prosincu iste godine.  Vojvotkinja Violante od Bavarske, šogorica Giana Gastonea, pokušala je povući velikog vojvodu iz sfere utjecaja Ruspanta organiziranjem domjenaka. Njegovo ponašanje na svečanostima bilo je manje od kraljevskog; često je povraćao više puta u svoju salvetu, podrigivao se i uveseljavao prisutne neprimjerenim šalama. Nakon uganuća gležnja 1731. godine ostao je privezan za svoj krevet do kraja života. Krevet, koji je često smrdio na fekalije, Violante je povremeno čistila.
Godine 1736., nakon rata za poljsko nasljedstvo, don Carlos je otjeran iz Toskane, a Franjo III. od Lorrainea postao je nasljednik umjesto njega. U siječnju 1737. španjolske su se postrojbe povukle iz Toskane, a zamijenili su ih Austrijanci.
Gian Gastone umro je 9. srpnja 1737. godine, okružen svećenicima i njegovom sestrom. Princ de Craon ponudio je Ani Mariji Luisi privremeno nominalno namjesništvo, ali je odbila. Nakon bratove smrti, dobila je sve posjede koji su bili u vlasništvu obitelji Medici.
Ana Marija Luisa potpisala je Patto di Famiglia ("obiteljski pakt") 31. listopada 1737. u suradnji sa svetim rimskim carem i velikim vojvodom Franjom Lorenskim, htjela je svu osobnu imovinu Medicija toskanskoj državi, pod uvjetom da ništa ne bude uklonjeno iz Firence. 
"Lorraineri", kako su nazivali okupatorske snage, bili su popularno gnušani, ali namjesnik, princ de Craon, dopustio je Ani da nesmetano živi u Palazzo Pitti. Zaokupljala se financiranjem i nadgledanjem gradnje bazilike Sv. Lovre, koju je 1604. godine započeo Ferdinando I., a državu je koštala 1.000 kruna tjedno. 
Ana je velik dio svog bogatstva donirala u dobrotvorne svrhe: 4.000 funti mjesečno. 19. veljače 1743. umrla je, a zajedno s njom umrla je i velika vojvodska linija kuće Medici. Firentinci su je oplakivali te pokopali u kripti koju je pomogla dovršiti u bazilici.
Izumiranje glavne dinastije Medici i pristupanje Franje Stjepana, vojvode od Lorene i supruga Marije Terezije od 1737. godine, doveli su do privremenog uključivanja Toskane na područja austrijske krune. Linija Prinčeva od Ottajana, postojećeg ogranka Kuće Medici koji su imali pravo naslijediti Veliko vojvodstvo Toskana kad je posljednji muški potomak starije grane umro 1737. godine, mogla je nastaviti kao vladari Medicija, ali to europske velesila nije zanimalo.
Kao posljedica toga, veliko je vojvodstvo isteklo i teritorij je postao sekundogenitura (načelo nasljeđivanja prijestolja po kojem vladara nasljeđuje njegov drugorođeni sin) dinastije Habsburg-Lorraine. Prvi veliki vojvoda nove dinastije, Franjo I., bio je pra-pra-praunuk Francesca I de 'Medici, pa je nastavio dinastiju Medicija na prijestolju Toskane po ženskoj liniji. Habsburgovci su svrgnuti u korist kuće Bourbon-Parma 1801. godine (sami svrgnuti 1807. godine), ali su kasnije obnovljeni na Bečkom kongresu. Toskana je postala provincija Ujedinjenog Kraljevstva Italije 1861. godine. Međutim, nekoliko postojećih ogranaka kuće Medici trenutno nastavljaju postojati, uključujući prinčeve Ottajano, Medici Tornaquinci i grofove Vepra Medici Caprara i Gavardo.

## Zaostavština: mecene umjetnosti i znanosti
Najveća postignuća obitelji Medici bila su u pokroviteljstvu umjetnosti i arhitekture u doba renesanse. Medici su bili odgovorni za velik udio glavnih firentinskih umjetničkih djela nastalih tijekom njihove vladavine. Njihova podrška bila je kritična, jer su umjetnici uglavnom počeli raditi na Medicijevim projektima tek nakon što su dobili provizije. Giovanni di Bicci de 'Medici, prvi pokrovitelj umjetnosti u obitelji, pomogao je Masacciju i naručio Filippu Brunelleschiju obnovu bazilike Sv. Lovre u Firenci, 1419. godine. Značajni umjetnički suradnici Cosima Starijeg bili su Donatello i Fra Angelico. U kasnijim godinama najznačajniji štićenik obitelji Medici bio je Michelangelo Buonarroti (1475. – 1564.), koji je stvarao djela za brojne članove obitelji, počevši od Lorenza Veličanstvenog, za kojeg se govorilo da izuzetno voli mladog Michelangela i pozvao ga da prouči obiteljsku zbirku antičkih kipova. Lorenzo je također sedam godina služio kao zaštitnik Leonarda da Vincija (1452. – 1519.). Doista, Lorenzo je bio umjetnik za sebe i autor brojnih pjesama. Njegova podrška umjetnosti vidi se kao vrhunac u pokroviteljstvu Medicija.
Nakon Lorenzove smrti, puritanski dominikanski fratar Girolamo Savonarola istaknuo se upozoravajući Firentince protiv pretjeranog raskoša. Pod fanatičnim vodstvom Savonarole mnoga su velika djela "dobrovoljno" uništena u Krijesu taština (7. veljače 1497.). Sljedeće godine, 23. svibnja 1498., Savonarola i dvoje mladih pristaša spaljeni su na lomači na Piazza della Signoria, na mjestu gdje je bio i krijes. 
Pored pokroviteljstva za umjetnost i arhitekturu, Medici su bili plodni kolekcionari i danas njihova stjecanja čine jezgru muzeja Uffizi u Firenci. U arhitekturi su Medici bili odgovorni za neke značajne značajke Firence, uključujući galeriju Uffizi, vrtove Boboli, Belvedere, kapelu Medici i palaču Medici.

### Pokroviteljstvo Medicijevih pape
Kasnije su u Rimu pape Medicijevih nastavili s obiteljskom tradicijom pokroviteljstva umjetnika u Rimu. Papa Lav X. uglavnom bi naručivao djela od Rafaela, dok je papa Klement VII. naručio Michelangela da oslika oltarni zid Sikstinske kapele neposredno prije svoje smrti 1534. godine. Eleanor od Toleda, španjolska princeza i supruga Cosima I. Velikog, kupila je palaču Pitti. Cosimo je pak pokrovitelj Vasariju, koji je 1560. podigao galeriju Uffizi i osnovao Accademia delle Arti del Disegno - ("Akademija crtačkih umjetnosti") 1563. godine. Maria de 'Medici, udovica Henrika IV. i majka Luja XIII., predmet je naručenog ciklusa slika poznatih kao ciklus Marije de' Medici, koje je za luksemburšku palaču naslikao dvorski slikar Peter Paul Rubens 1622–23.

### Pokrovitelji znanosti -Galileo Galilei
Iako niti jedan Medici nije bio znanstvenik, dobro je poznato da je obitelj bila pokrovitelj slavnog Galilea Galileija, koji je podučavao više generacija djece Medici i bio važna figura u potrazi za moći njegovog zaštitnika. Ferdinando II. na kraju je odustao od Galilejevo pokroviteljstvo, kada je inkvizicija optužila Galilea za herezu. Međutim, obitelj Medici priuštila je znanstveniku sigurno utočište dugi niz godina. Galileo je četiri najveća Jupiterova mjeseca nazvao po četvero djece Medici koju je podučavao, iako imena koja je Galileo koristio nisu imena koja se trenutno koriste.